# 希普牧場 (加利福尼亞州)
希普牧場（英語：Sheep Ranch）是位於美國加利福尼亞州卡拉韋拉斯縣的一個非建制地區。該地的面積和人口皆未知。

## 地理
希普牧場的座標為38°12′34″N 120°27′51″W / 38.20944°N 120.46417°W，而該地的平均海拔高度為719米（即2359英尺）。